# Airco DH.2
L'Airco DH.2 era un biplano monoposto da caccia prodotto dall'azienda britannica Aircraft Manufacturing Co. Ltd., meglio conosciuta come Airco, negli anni dieci del XX secolo. A volte l'aereo viene indicato con la designazione de Havilland D.H.2, dal nome del suo progettista Geoffrey de Havilland.
Caratterizzato dalla singolare configurazione ad elica spingente, venne utilizzato dai Royal Flying Corps durante la prima guerra mondiale divenendo uno dei più rappresentativi velivoli da combattimento della prima fase del conflitto.

## Storia del progetto
Il DH.2 fu progettato da Geoffrey de Havilland quando, nel 1914, egli entrò a far parte del team di disegnatori della ditta Airco. Avendo lavorato a diversi progetti di aeroplani per conto della Royal Aircraft Factory fin dal 1910, già allora la sua esperienza era considerevole.
Nel 1914 non esisteva ancora un sistema di sincronizzazione delle mitragliatrici abbastanza efficiente da consentire di fare fuoco attraverso le pale di un'elica con sicurezza. Per consentire di sparare in avanti con un'arma automatica fu necessario posizionare il motore nella parte posteriore della carlinga, e dotarlo di un'elica spingente.
Il prototipo fu completato nell'estate del 1915, e in luglio fu inviato al No.5 Squadron del Royal Flying Corps (RFC) per la valutazione operativa. Sfortunatamente esso venne perso dietro le linee tedesche il 9 agosto, ma per allora aveva già dato prova di caratteristiche tali da far sì che il modello venisse ordinato per la produzione in serie.

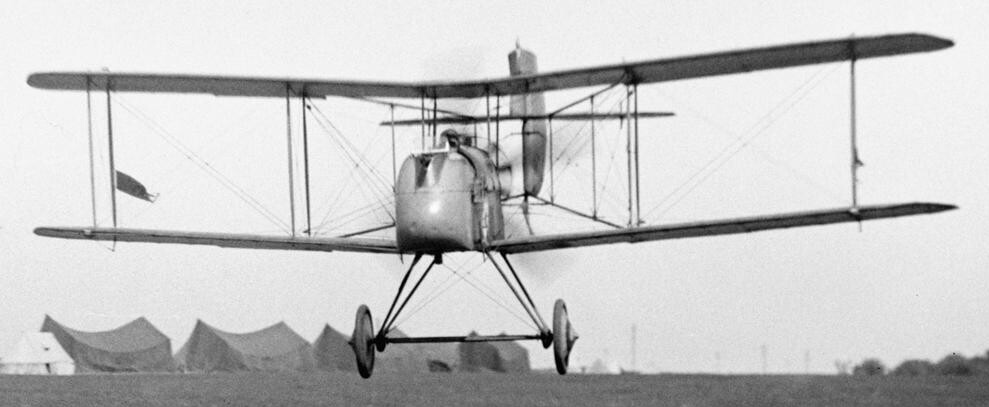
Vista frontale di un Airco DH.2 in fase di atterraggio.

## Impiego operativo
La produzione in serie del DH.2 cominciò nel tardo 1915, e i primi esemplari raggiunsero il No. 11 e No. 18 Squadron (attivi in Francia) entro dicembre, e il No. 5 Squadron ne fu equipaggiato nel gennaio del 1916.
Fin dall'inizio della sua carriera operativa, il DH.2 si dimostrò superiore ai monoplani Fokker tedeschi, il cui predominio, che fino ad allora era stato schiacciante, iniziò ad essere messo in crisi proprio nel corso del 1916. Nel corso di 744 combattimenti aerei tra l'aprile 1916 e il maggio 1917, i DH.2 distrussero o catturarono 44 aerei tedeschi.
Tuttavia, verso la fine del 1916 il modello iniziava a essere superato rispetto ai nuovi Albatros D.I e D.II tedeschi, ed entro il 1917 quasi tutti i DH.2 erano stati ritirati e sostituiti dai DH.5, e da altri biplani appartenenti a una generazione già molto più avanzata, dotati di eliche traenti con mitragliatrici fisse sincronizzate.

## Assi dell'aviazione
Tra i piloti illustri del DH.2 il vincitore della Victoria Cross, Lanoe Hawker (sette vittorie, anche se nessuna sul DH.2), che fu il primo comandante del No. 24 Squadron ed Alan Wilkinson. Il comandante del No. 32 Squadron, Lionel Rees ottenne la Victoria Cross volando con il D.H.2 per aver attaccato da solo una formazione di dieci biposto tedeschi il 1º luglio 1916, distruggendone due. James McCudden divenne un asso sui DH.2 all'inizio della sua carriera come quarto asso della grande guerra dell'Impero britannico. L'asso tedesco e tattico Oswald Boelcke fu ucciso durante un Combattimento aereo con i D.H.2 del No. 24 Squadron a causa di una collisione con uno dei suoi uomini, Erwin Bàhme. Quattordici assi ottennero cinque o più vittorie aeree usando il DH.2; molti hanno continuato con ulteriori successo anche nei modelli successivi. Otto piloti hanno ottenuto tutte le loro vittorie volando esclusivamente il D.H.2: Harry Wood, Sidney Cowan, Hubert Jones, William Curphey, Maximillian Mare-Montembault, Patrick Anthony Langan-Byrne, Eric Pashley e Selden Long.
Lanoe George Hawker V.C., comandante del No. 24 Squadron è stato abbattuto da Manfred von Richthofen della Jasta 2 che volava su un Albatros D.II.
Successi con il D.H.2:
- Patrick Anthony Langan-Byrne ed Alan Wilkinson 10;
- Selden Long 9;
- Arthur Gerald Knight ed Eric Clowes Pashley 8;
- John Oliver Andrews, Sidney Cowan e Hubert Jones 7;
- William Curphey, Maxmillian Mare-Montembault e Harry Wood 6;
- Stanley Cockerell, Henry Evans e James McCudden 5;
- Robert Henry Magnus Spencer Saundby, Kelvin Crawford, Alfred Edwin McKay e Charles Pickthorn 4;
- Charles Meredith Bouverie Chapman e David Tidmarsh 3.

## Utilizzatori
Regno Unito
- Royal Flying Corps